# Казанський федеральний університет
Каза́нський федеральний університе́т — вищий навчальний заклад, один із найстаріших університетів Росії. Розміщується в місті Казань.
Датою заснування університету є 5 листопада (за новим стилем — 17 листопада) 1804 року, коли російський імператор Олександр I підписав Затверджувальну грамоту та Статут Казанського імператорського університету.

## Відомі особистості, пов'язані з університетом

### Ректори
Докладніше див. Ректори Казанського університету.

### Викладачі
- Симонов Іван Михайлович
- Лобачевський Микола Іванович
- Карл-Ернст Клаус
- Бутлеров Олександр Михайлович
- Порецький Платон Сергійович
- Данилов Леонід Григорович
- Дубяго Дмитро Іванович
- Дубяго Олександр Дмитрович
- Солнцев Гавриїл Ілліч
- Імшенецький Василь Григорович
- Карл Фукс
- Лесгафт Петро Францович
- Зінін Микола Миколайович
- Реформатський Сергій Миколайович
- Бехтерєв Володимир Михайлович
- Щапов Опанас Прокопович
- Харлампович Костянтин Васильович
- Шершеневич Габріель Феліксович
- Березін Ілля Миколайович
- Бодуен де Куртене Іван Олександрович
- Григорович Віктор Іванович
- Богородицький Василь Олексійович
- Усов Михайло Михайлович
- Крушевський Микола В'ячеславович
- Заленський Володимир Володимирович
- Головкінський Микола Олексійович
- Шимановський Митрофан Васильович

### Випускники
- Аксаков Сергій Тимофійович (1807);
- Александрівський Михайло Семенович (1833);
- Бейлін Ісаак Григорович (1913).
- Бекетов Микола Миколайович (1849);
- Биков Костянтин Михайлович (1912);
- Бутлеров Олександр Михайлович (1849);
- Данилов Леонід Григорович (1896);
- Іллєнко Сергій Михайлович (1870);
- Караваєв Володимир Опанасович (1831);
- Крат Володимир Олексійович (1932);
- Нікітін Андрій Іванович (1957);
- Синцов Дмитро Матвійович (1890);
- Фойгт Карл Карлович (1826);
- Хржонщевський Никанор Адамович (1859);
- Цвєт Михайло Семенович (1901);

## Електронні джерела
- Офіційний сайт Казанського державного університету [Архівовано 25 березня 2012 у Wayback Machine.] (рос.)